# Tratado do Não-Ser
Górgias é o autor de um trabalho perdido: Da Natureza ou Sobre o Não-Ser. Não se trata exatamente de uma das suas obras de retórica, é uma teoria ontológica e epistemológica que teria tentado refutar (e segundo alguns, parodiou) a tese de Parmênides, pois possuía uma conclusão oposta sobre o ser e não ser, devido à variedade de opiniões contraditórias (doxa) em meio à verdade real e o logos.

## História
O texto original foi perdido e hoje restam apenas duas paráfrases. A primeira é a do filósofo Sexto Empírico em Contra os Matemáticos e a outra foi escrita por um autor anônimo (que tentou se passar por Aristóteles) no Sobre Melisso, Xenófanes, e Górgias. Nessas paráfrases, falta parte em uma do material que é discutido em outra, o que sugere que cada versão pode representar fontes intermediárias. Em todo caso, é evidente que o trabalho foi desenvolvido em um argumento cético, que se segue adiante:
1. Nada é;
2. Mesmo que algo fosse, não poderia ser conhecido.
3. Mesmo que fosse e que pudesse ser conhecido, não poderia ser comunicado.

O argumento tem sido amplamente visto como uma refutação irônica a tese de Parmênides de que "o Ser é". Górgias pretende provar que é tão fácil demonstrar que o ser é único, imutável e eterno quanto que o ser é oposto disso.
Independentemente de como a tese gorgiana tem sido vista, parece claro que o foco de Górgias é a noção de que uma verdadeira objetividade é impossível, pois a mente humana nunca poderia ser separada de seu possuidor.
"Como alguém pode se comunicar a ideia de cor por meio de palavras, pois o ouvido não ouve cores, mas somente sons?" Esta citação, escrito pelo filósofo Górgias, foi usada para mostrar a sua teoria de que "Nada é", que "Mesmo se é, não pode ser conhecido" e que "Mesmo se é que pudesse ser conhecido, não poderia ser comunicado". Esta teoria, elaborada no século V a.C., ainda está sendo discutida por muitos filósofos de todo o mundo. Este argumento tem levado alguns a considerar Górgias um niilista (aquele que acredita que nada é, ou que o mundo é incompreensível, e que o conceito de verdade é fictício).
Em relação ao argumento principal em que Górgias diz que "Nada é", ele tenta convencer o leitor de que o pensamento e o ser não são os mesmos. Alega que, se o pensamento e o ser são de fato o mesmo, então segue-se disso que tudo que alguém pensa é verdadeiro. Ele demonstra que isso é absurdo, é claro, já que poderíamos pensar em Quimeras e carruagens que trafegam pelo mar. Ele também tentou provar que as palavras e sensações que não podiam apreendidas pelos mesmos órgãos. Embora as palavras e as sensações se constituíssem na mente, elas seriam essencialmente diferentes. Este é o panorama no qual sua segunda tese toma força.